# Idioteque
Idioteque è un brano del gruppo musicale inglese Radiohead, presentata come ottava traccia del loro quarto album in studio Kid A. Seppur non venne mai rilasciato come singolo, uguale con tutte le altre canzoni presenti nel disco, da allora è diventata una delle più famose e popolari canzoni della band tra critici e fan. A partire dal 2000 venne suonato quasi in ogni concerto. Il brano si è classificato 8° nella Top 500 delle canzoni degli anni 2000 di Pitchfork, e si collocò al 56º posto nella classifica delle 100 Migliori Canzoni degli Anni 2000 della rivista Rolling Stone.
Il brano è presente nella raccolta Radiohead: The Best Of, pubblicata nel 2008 dalla EMI, ex etichetta della band.

## Contesto e registrazione
Secondo il frontman dei Radiohead Thom Yorke: "Idioteque non fu del tutto una mia idea; era di Jonny. Jonny mi allungò questo DAT che lui era... lui era andato per il pomeriggio nel nostro studio... e, um, il DAT era tipo lungo 50 minuti, e mi sedetti lì ed ascoltai questi 50 minuti. E alcuni erano solamente "ma che cosa?",
ma poi ci fu questa sezione nel mezzo di circa 40 secondi di durata che era assolutamente geniale, e lo tagliai e basta...". Musicalmente, Idioteque è condotto da un ripetuto beat elettronico e una progressione di quattro accordi realizzati al sintetizzatore campionata da un pezzo di musica sperimentale fatta al computer intitolato Mild und Leise registrato da Paul Lansky nel 1973.

### Testo e immagine
Il testo di Idioteque contiene alcune delle parole di Yorke più difficilmente analizzabili. Egli non le spiega direttamente, però Idioteque è stato descritto da altri come un brano "apocalittico", con possibili riferimenti a disastri naturali, guerre e al degrado della tecnologia. Molti fan interpretano Idioteque come legato al cambiamento climatico, una questione sulla quale Yorke è schietto e l'ha ammesso in successivi brani ispirati, ad esempio Sail to the Moon del 2003 e i brani nel suo album solista The Eraser.
Alcune delle parole di Idioteque (così come quello di altre canzoni del periodo) sono udibilmente differenti nelle performance dal vivo. Alcuni dei testi, come altri presenti in Kid A, sono stati creati tagliando frasi (cut-up) ed in seguito estraendole da un cappello.
Il brano si apre con i versi: "Who's in a bunker, who's in a bunker?/ Women and children first, and the children..." ("Chi è nel bunker, chi è nel bunker?/Prima le donne e i bambini, e i bambini..."). Yorke non ha spiegato il riferimento, ma ha detto che gli altri brani, come I Will e Sit Down. Stand Up dall'album Hail to the Thief trattavano di civili uccisi in un conflitto militare e in un genocidio (I Will è stata originariamente scritta prima di Kid A. Il testo si riferisce anche a un "bunker").
Nel secondo coro, un campionamento delle precedenti parole di Yorke vengono ridisposte in modo che sembra che dica "the first and the children" in 5/4, creando un raggruppamento di dissonanza contro il coro originale in 4/4. Ciononostante, quando il cantante suona la canzone dal vivo, varia tra "the(re's) fathers and the children," ("i (ci sono) padri e i bambini"), "this one is to the children", ("questo è rivolto ai bambini"), "this one is for the children,"("questo è per i bambini") o "if I asked you to kill me" ("se ti avessi chiesto di uccidermi")
Le parole sono corrispondenti con l'artwork di Stanley Donwood e Thom Yorke, nascosto con lo pseudonimo "Tchock", per l'album Kid A. I dipinti di Donwood rappresentano una terra desolata coperta da lastre di ghiaccio e neve, con incendi in foreste distanti e orsi geneticamente modificati e altre misteriose figure che prendono il controllo della civiltà umana.

### Campionamento
Idioteque contiene due sample di computer music sperimentale degli anni 1970. Il primo contiene alcuni secondi di Mild und Leise, un pezzo musicale di Paul Lansky, formando la progressione di quattro accordi ripetuti durante il brano. Mild und Leise dura 18 minuti e through composed. La sezione campionata dai Radiohead viene ascoltata solamente una volta nel pezzo originale, molto brevemente. Pure campionato è Short Piece di Arthur Kreiger, ora un professor di musica al Connecticut College. Entrambe le tracce vennero compilate sull'LP del 1976 First Recordings — Electronic Music Winners, il quale lo strumentista del gruppo Jonny Greenwood scoprì per caso mentre la band stava lavorando a Kid A.
Paul Lansky approvò il campionamento di Greenwood e da allora ha scritto un saggio su Idioteque, reperibile nel libro The Music and Art of Radiohead. Lansky notò che, mentre il brano dei Radiohead possa basarsi su un sample dal suo lavoro, la progressione di accordi di Mild und Leise che usarono era già stata "campionata" da Lansky stesso usando l'accordo di Tristano. Nel rilascio ufficiale dell'album, il brano venne attribuito come se fosse stato scritto dai Radiohead con un riconoscimento aggiuntivo per i campionamenti utilizzati. Nel seguente album del gruppo I Might Be Wrong: Live Recordings, l'attributo di scrittura della canzone viene dato a "Radiohead & Paul Lansky".

### Struttura
Nel suo saggio "My Radiohead Adventure" nel The Music and Art of Radiohead, Paul Lansky include il seguente esempio musicale, mostrando che la progressione di accordi consta di quattro diverse distanze di accordo di settima maggiore in Mi♭, con Si♭ e Mi♭ nella mano destra e Sol e Re in quella sinistra, poi Re e Sol nella destra e Mi♭ e Si♭ nella sinistra. Gli accordi successivi sono delle inversioni dei primi due, con Mi♭ e Si♭ nella destra, poi Sol e Re. Finalmente, questa progressione include anche due acuti Mi♭ armonici negli accordi secondo e quarto.

## Formazione
- Thom Yorke - voci
- Jonny Greenwood - programmatore, campionamento
- Ed O'Brien - effetti di chitarra
- Colin Greenwood - tastiere, campionamento
- Philip Selway - programmatore aggiuntivo

## Videoclip
Il videoclip ufficiale presenta i Radiohead suonare la canzone dentro ad uno studio. Tuttavia, questa versione si differenzia dalla versione album siccome la tonalità è leggermente invertita. Un altro video che con grande probabilità non venne mai pubblicato mostra un modello tridimensionale dell'orso che è la mascotte della band intento a camminare verso qualcun altro. Il video ufficiale per "Idioteque" marcherebbe l'ultima volta che l'intera band verrebbe mostrata in un videoclip fino al 2007 con il video di Jigsaw Falling Into Place. Seppur ci fosse un video, non venne rilasciato come singolo ufficiale.
I "blips" animati o i video creati per promuovere Kid A spesso mostravano orsi polari o una figura di Cupo Mietitore galleggiante negli iceberg. È presente un video promozionale chiamato Blinking Bear Version.

## Altre versioni
La canzone ha ispirato una grande varietà di versioni. Levi Weaver fece una cover dal vivo nel suo tour del 2006 a sostegno di Imogen Heap, usando un multiplo loop di pedali per costruire un effetto faldato. Una versione in studio è presente nel suo album "You Are Never Close To Home, You Are Never Far From Home" del 2008. Nel luglio 2010 Amanda Palmer lo rilasciò come primo singolo del suo album di cover di brani dei Radiohead; la sua versione fu Canzone del Giorno per il National Public Radio nell'11 gennaio 2011. Nel 2010 pure Yoav usò un loop di pedale per creare una versione acustica a strati.Anche The Crown Vandals, We Versus the Shark, Vienna Teng, e Calico Horse hanno fatto una cover